# Coelopisthia forbesii
Coelopisthia forbesii är en stekelart som först beskrevs av Dalla Torre 1898.  Coelopisthia forbesii ingår i släktet Coelopisthia och familjen puppglanssteklar. Inga underarter finns listade i Catalogue of Life.